# Citroën CX
De Citroën CX is een model van het Franse automerk Citroën dat werd verkocht tussen 1974 en 1991. In totaal werden er 1 042 460 CX-berlines geproduceerd. Vaak wordt de CX de 'laatste echte' Citroën genoemd, voordat Peugeot de controle over het bedrijf overnam in 1974. De CX werd verkozen tot auto van het jaar 1975.
De CX was verkrijgbaar als 4-deurs 'Berline', als 'Break' en een verlengde berline-versie: de 'Prestige' in benzine-uitvoering en 'Limousine' in diesel-uitvoering. De CX is de opvolger van de ID/DS en beschikte opnieuw over Citroën's unieke hydropneumatische veersysteem.

## Geschiedenis
In 1967 had Pininfarina een ontwerp gemaakt op basis van de BMC 1800. Dit prototype was een aerodynamische hatchback met een gladde zijkant, hellende motorkap en een grote achterruit. Met dit ontwerp werd niets gedaan maar het inspireerde de Citroën chef-ontwerper Robert Opron tot 'Project L', de beoogde opvolger van de ID/DS. Hij voegde er nog enkele zaken aan toe, zoals een holle achterruit, koplampen in een vorm die nog niemand bedacht had, half bedekte achterwielen en de DIRAVI-besturing zoals op de Citroën SM en een gigantische voorruit die schoongehouden werd door slechts één wisser. Ook het interieur was bijzonder vormgegeven. Michel Harmand, de ontwerper van het dashboard, was gefascineerd door ergonomie en ontwierp vanuit de overtuiging dat de bestuurder te allen tijde met de toppen van zijn vingers elke functie in de wagen moest kunnen bedienen, en dat zonder zijn handen van het stuurwiel te halen. Dat resulteerde in een opmerkelijk dashboard waarbij de richtingaanwijzers, claxon, ruitenwissers en dimlichten aan- en uitgezet werden met knoppen aan weerszijden van het stuurwiel. De richtingaanwijzers schakelden zichzelf ook niet uit. In het dashboard bevonden zich twee 'lunules': een glazen oog waarachter de snelheid of het toerental op een rond kokertje draaide. Boven de lunules bevond zich een rijtje waarschuwingslampjes. Links van de lunules zat een klokje, centraal de kilometerstand en rechts het benzinepeil.
In 1985 kreeg het hele gamma van de CX een facelift, met kunststof bumpers in de kleur van de carrosserie en een 'normaler' dashboard met klokken, dat wellicht ook 'non-citrofielen' zou aanspreken. Opvallend was dat na de facelift de radio zijdelings tussen de twee voorstoelen, naast de handrem gemonteerd werd. In de periode tussen de overgang van type 1 naar type 2 is een 'tussenmodel' gefabriceerd (enkel uitgevoerd met de GTI-turbomotor). Een mix van type 1 en type 2 met in de carrosseriekleur gespoten stalen bumpers en de nieuwe 'klokken' van het type 2-model. Ook de bekleding werd aangepast. De roestpreventie werd verbeterd, en de motoren werden opnieuw verbeterd en uitgebreid. Het topmodel werd de Citroën CX Prestige Turbo II, uitgerust met een intercooler-turbomotor van 168 pk en speciale Michelin TRX-banden, ontwikkeld voor hoge snelheden (later werd ook de TRD van een intercooler voorzien: de TRD Turbo 2 met een vermogen van 120 pk). Het uitrustingsniveau lag voor die dagen op uitzonderlijk hoog niveau met schijfremmen rondom, optionele ABS, automatische hoogteregeling, servostuurbekrachtiging (Diravi); elektrisch bediende ramen en (verwarmde) achteruitkijkspiegels (allemaal vanuit de bestuurdersstoel verstelbaar), airconditioning, optionele cruise control en centrale deurvergrendeling met afstandsbediening.
Uiteindelijk werden er meer dan één miljoen exemplaren van de CX geproduceerd, voordat hij in 1989 werd opgevolgd door de Citroën XM. De CX Break bleef nog tot 1991 leverbaar, om uiteindelijk te worden opgevolgd door de XM Break.

## Technische gegevens
|                | CX '76-'82 | CX '82-'89 | CX Prestige / Limousine '76-'82 | CX Prestige / Limousine '82-'89 | CX Break '76-'82 | CX Break '82-'91 |
| -------------- | ---------- | ---------- | ------------------------------- | ------------------------------- | ---------------- | ---------------- |
| Breedte        | 1750 mm    | 1770 mm    | 1750 mm                         | 1770 mm                         | 1750 mm          | 1770 mm          |
| Lengte         | 4666 mm    | 4657 mm    | 4907 mm                         | 4907 mm                         | 4952 mm          | 4952 mm          |
| Hoogte         | 1360 mm    | 1360 mm    | 1375 mm                         | 1375 mm                         | 1465 mm          | 1465 mm          |
| Wielbasis      | 2845 mm    | 2840 mm    | 3095 mm                         | 3090 mm                         | 3090 mm          | 3090 mm          |
| sporing voor   | 1474 mm    | 1520 mm    | 1474 mm                         | 1520 mm                         | 1474 mm          | 1520 mm          |
| sporing achter | 1360 mm    | 1370 mm    | 1360 mm                         | 1370 mm                         | 1390 mm          | 1390 mm          |

## Geleverde motoren
Gegevens van de basismodellen:

#### Benzinemotoren
| CX             | CX        | CX        | CX      | CX       | CX     | CX               | CX         | CX          | CX          |
| Type           | Motor     | Motor     | Motor   | Vermogen | Koppel | Overbrenging     | 0–100 km/h | Topsnelheid | Jaartal     |
| Type           | Inhoud    | Cilinders | Kleppen | Vermogen | Koppel | Overbrenging     | 0–100 km/h | Topsnelheid | Jaartal     |
| -------------- | --------- | --------- | ------- | -------- | ------ | ---------------- | ---------- | ----------- | ----------- |
| 2000           | 1.985 cm³ | 4-in-lijn | 8V      | 102 pk   | 152 Nm | 4-bak            | 13,3 s     | 167 km/h    | 1974 - 1979 |
| 2000           | 1.995 cm³ | 4-in-lijn | 8V      | 106 pk   | 163 Nm | 4-bak            | 11,3 s     | 176 km/h    | 1979 - 1982 |
| 20             | 1.995 cm³ | 4-in-lijn | 8V      | 106 pk   | 163 Nm | 4-bak            | 12,1 s     | 176 km/h    | 1982 - 1985 |
| 20             | 1.995 cm³ | 4-in-lijn | 8V      | 102 pk   | 159 Nm | 5-bak            | 12,4 s     | 175 km/h    | 1985 - 1989 |
| 2200           | 2.175 cm³ | 4-in-lijn | 8V      | 112 pk   | 167 Nm | 4-bak            | 11,7 s     | 186 km/h    | 1974 - 1978 |
| 22             | 2.175 cm³ | 4-in-lijn | 8V      | 116 pk   | 177 Nm | 5-bak            | 10,6 s     | 186 km/h    | 1985 - 1989 |
| 2400           | 2.347 cm³ | 4-in-lijn | 8V      | 115 pk   | 176 Nm | 5-bak            | 11,0 s     | 181 km/h    | 1976 - 1981 |
| 2400 injection | 2.347 cm³ | 4-in-lijn | 8V      | 128 pk   | 193 Nm | 5-bak            | 10,3 s     | 191 km/h    | 1977 - 1982 |
| 24             | 2.347 cm³ | 4-in-lijn | 8V      | 128 pk   | 193 Nm | 5-bak            | 10,6 s     | 192 km/h    | 1982 - 1983 |
| 25             | 2.500 cm³ | 4-in-lijn | 8V      | 138 pk   | 206 Nm | 5-bak            | 9,7 s      | 200 km/h    | 1983 - 1985 |
| 25             | 2.500 cm³ | 4-in-lijn | 8V      | 137 pk   | 206 Nm | 5-bak            | 9,7 s      | 202 km/h    | 1985 - 1989 |
| 25 Turbo       | 2.500 cm³ | 4-in-lijn | 8V      | 168 pk   | 290 Nm | 5-bak            | 8,0 s      | 217 km/h    | 1985 - 1985 |
| 25 Turbo       | 2.500 cm³ | 4-in-lijn | 8V      | 169 pk   | 294 Nm | 5-bak            | 8,0 s      | 220 km/h    | 1985 - 1987 |
| 25 Turbo 2     | 2.500 cm³ | 4-in-lijn | 8V      | 169 pk   | 294 Nm | 5-bak            | 7,8 s      | 223 km/h    | 1987 - 1989 |
| CX Prestige    |           |           |         |          |        |                  |            |             |             |
| 2400 injection | 2.347 cm³ | 4-in-lijn | 8V      | 128 pk   | 193 Nm | 5-bak            | 10,9 s     | 191 km/h    | 1977 - 1982 |
| 24             | 2.347 cm³ | 4-in-lijn | 8V      | 128 pk   | 193 Nm | 5-bak            | 10,9 s     | 191 km/h    | 1982 - 1983 |
| 25             | 2.500 cm³ | 4-in-lijn | 8V      | 138 pk   | 206 Nm | 5-bak            | 10,0 s     | 200 km/h    | 1983 - 1985 |
| 25             | 2.500 cm³ | 4-in-lijn | 8V      | 137 pk   | 206 Nm | 3-traps automaat | 12,3 s     | 195 km/h    | 1985 - 1989 |
| 25 Turbo       | 2.500 cm³ | 4-in-lijn | 8V      | 169 pk   | 294 Nm | 5-bak            | 8,0 s      | 220 km/h    | 1986 - 1987 |
| 25 Turbo 2     | 2.500 cm³ | 4-in-lijn | 8V      | 169 pk   | 294 Nm | 5-bak            | 8,0 s      | 223 km/h    | 1987 - 1989 |
| CX Break       |           |           |         |          |        |                  |            |             |             |
| 2000           | 1.985 cm³ | 4-in-lijn | 8V      | 106 pk   | 163 Nm | 4-bak            | 14,7 s     | 171 km/h    | 1979 - 1982 |
| 20             | 1.995 cm³ | 4-in-lijn | 8V      | 106 pk   | 163 Nm | 4-bak            | 14,1 s     | 168 km/h    | 1982 - 1985 |
| 20             | 1.995 cm³ | 4-in-lijn | 8V      | 102 pk   | 159 Nm | 5-bak            | 14,1 s     | 169 km/h    | 1985 - 1987 |
| 22             | 2.165 cm³ | 4-in-lijn | 8V      | 116 pk   | 177 Nm | 5-bak            | 13,0 s     | 180 km/h    | 1987 - 1989 |
| 20             | 1.995 cm³ | 4-in-lijn | 8V      | 106 pk   | 163 Nm | 5-bak            | 14,1 s     | 168 km/h    | 1989 - 1991 |
| 2400           | 2.347 cm³ | 4-in-lijn | 8V      | 115 pk   | 176 Nm | 5-bak            | 12,4 s     | 174 km/h    | 1976 - 1981 |
| 2400 injection | 2.347 cm³ | 4-in-lijn | 8V      | 128 pk   | 193 Nm | 5-bak            | 10,5 s     | 185 km/h    | 1982 - 1982 |
| 24             | 2.347 cm³ | 4-in-lijn | 8V      | 128 pk   | 193 Nm | 5-bak            | 10,8 s     | 186 km/h    | 1982 - 1983 |
| 25             | 2.500 cm³ | 4-in-lijn | 8V      | 138 pk   | 206 Nm | 5-bak            | 10,2 s     | 194 km/h    | 1983 - 1985 |
| 25             | 2.500 cm³ | 4-in-lijn | 8V      | 137 pk   | 206 Nm | 5-bak            | 10,2 s     | 195 km/h    | 1985 - 1989 |
| 25             | 2.500 cm³ | 4-in-lijn | 8V      | 121 pk   | 191 Nm | 3-traps automaat | 12,5 s     | 182 km/h    | 1989 - 1991 |

#### Dieselmotoren
| CX             | CX        | CX        | CX      | CX       | CX     | CX           | CX         | CX          | CX          |
| Type           | Motor     | Motor     | Motor   | Vermogen | Koppel | Overbrenging | 0–100 km/h | Topsnelheid | Jaartal     |
| Type           | Inhoud    | Cilinders | Kleppen | Vermogen | Koppel | Overbrenging | 0–100 km/h | Topsnelheid | Jaartal     |
| -------------- | --------- | --------- | ------- | -------- | ------ | ------------ | ---------- | ----------- | ----------- |
| 2200 D         | 2.175 cm³ | 4-in-lijn | 8V      | 66 pk    | 126 Nm | 4-bak        | 20,1 s     | 146 km/h    | 1975 - 1978 |
| 2500 D         | 2.500 cm³ | 4-in-lijn | 8V      | 75 pk    | 147 Nm | 5-bak        | 17,1 s     | 156 km/h    | 1977 - 1982 |
| 25 D           | 2.500 cm³ | 4-in-lijn | 8V      | 75 pk    | 147 Nm | 4-bak        | 17,8 s     | 147 km/h    | 1982 - 1985 |
| 25 D           | 2.500 cm³ | 4-in-lijn | 8V      | 75 pk    | 149 Nm | 5-bak        | 16,8 s     | 158 km/h    | 1985 - 1989 |
| 2500 D Turbo   | 2.500 cm³ | 4-in-lijn | 8V      | 95 pk    | 216 Nm | 5-bak        | 13,3 s     | 176 km/h    | 1983 - 1985 |
| 2500 D Turbo   | 2.500 cm³ | 4-in-lijn | 8V      | 95 pk    | 216 Nm | 5-bak        | 13,3 s     | 176 km/h    | 1985 - 1987 |
| 2500 D Turbo 2 | 2.500 cm³ | 4-in-lijn | 8V      | 120 pk   | 258 Nm | 5-bak        | 10,5 s     | 195 km/h    | 1987 - 1989 |
| CX Limousine   |           |           |         |          |        |              |            |             |             |
| 2500 D         | 2.500 cm³ | 4-in-lijn | 8V      | 75 pk    | 147 Nm | 5-bak        | 17,1 s     | 156 km/h    | 1978 - 1982 |
| 2500 D Turbo   | 2.500 cm³ | 4-in-lijn | 8V      | 95 pk    | 216 Nm | 5-bak        | 13,7 s     | 174 km/h    | 1983 - 1985 |
| 2500 D Turbo   | 2.500 cm³ | 4-in-lijn | 8V      | 95 pk    | 216 Nm | 5-bak        | 13,3 s     | 174 km/h    | 1985 - 1987 |
| 2500 D Turbo 2 | 2.500 cm³ | 4-in-lijn | 8V      | 120 pk   | 258 Nm | 5-bak        | 10,5 s     | 195 km/h    | 1987 - 1989 |
| CX Break       |           |           |         |          |        |              |            |             |             |
| 2200 D         | 2.175 cm³ | 4-in-lijn | 8V      | 66 pk    | 126 Nm | 4-bak        | 22,7 s     | 144 km/h    | 1976 - 1978 |
| 2500 D         | 2.500 cm³ | 4-in-lijn | 8V      | 75 pk    | 147 Nm | 5-bak        | 19,8 s     | 145 km/h    | 1978 - 1982 |
| 25 D           | 2.500 cm³ | 4-in-lijn | 8V      | 75 pk    | 147 Nm | 4-bak        | 19,8 s     | 145 km/h    | 1982 - 1985 |
| 25 D           | 2.500 cm³ | 4-in-lijn | 8V      | 75 pk    | 149 Nm | 5-bak        | 17,8 s     | 153 km/h    | 1985 - 1989 |
| 2500 D Turbo   | 2.500 cm³ | 4-in-lijn | 8V      | 95 pk    | 216 Nm | 5-bak        | 13,9 s     | 170 km/h    | 1983 - 1985 |
| 2500 D Turbo   | 2.500 cm³ | 4-in-lijn | 8V      | 95 pk    | 216 Nm | 5-bak        | 13,9 s     | 171 km/h    | 1985 - 1987 |
| 2500 D Turbo 2 | 2.500 cm³ | 4-in-lijn | 8V      | 120 pk   | 258 Nm | 5-bak        | 12,6 s     | 188 km/h    | 1987 - 1991 |